# 美麗島事件
美麗島事件（びれいとうじけん、高雄事件とも称す）は、1979年12月、世界人権デーに中華民国高雄市で行われた雑誌『美麗島』主催のデモ活動が、警官と衝突し、主催者らが投獄されるなどの言論弾圧に遭った事件である。台湾の民主化に大きな影響を与え、今日の議会制民主主義や台湾本土化へと繋がった。また江鵬堅や陳水扁も、逮捕者の弁護団に参加している。
雑誌名の「美麗島」は、ポルトガル語のフォルモサに由来する台湾の異称である（詳しくは先史時代 (台湾) 参照）。

## 歴史背景

### 党外運動
「党外」とは、中国国民党が一党独裁で台湾を統治していた時期に「独裁反対・民主自由化の実現」を目標に活動していた政治組織又は個人を意味する用語である。初期の「党外」活動者は主に雑誌を通じて自己の政治理念を主張する形態（雷震の『自由中国』などが代表例）であったが、1970年代以降、選挙活動を通して政治理念の浸透と組織化を図るようになった。
党外の最初の組織化の試みは、1978年に行われることになっていた中央民意代表増加定員選挙の際、非国民党の候補者として康寧祥、張春男、黄天福、姚嘉文、呂秀蓮等が立候補し、選挙期間を通じて黄信介、林義雄、施明徳を中心に「台湾党外人士助選団」が設立され、党外候補者の後援を行った。具体的には各種座談会や記者会見、共同政見公約発表会といった活動である。助選団の総幹事には施明徳が選出された。
助選団の支援の下、宣伝ビラ、パンフレットの頒布などの大規模な宣伝活動により党外候補者は大きな影響力を獲得した。しかし1978年12月16日にアメリカ合衆国連邦政府による中華民国との断交が発表されると、政局の混乱を予想した総統の蔣経国は動員戡乱時期臨時条款に規定される緊急権を発動、選挙の延期と選挙活動の一切を停止することを宣言した。
この決定に対し党外勢力は反発、許信良、余登発などは12月25日に『党外人士国是生命』の中で選挙の実施と、台湾人による台湾の未来の決定を要求した。1979年1月21日、党外運動の中心人物であった余登発が叛乱罪で逮捕されると、当時桃園県長であった許信良は翌日二十数人の党外活動家を率いてその釈放を求めて行動、国民党統治下の台湾における初めてのデモへと発展した。
余登発は逮捕後、施明徳などの支援を受け党外活動家60人による「人権保護委員会」を結成、3月9日の初公判時には姚嘉文を弁護人として出廷させ、また委員会はアムネスティ・インターナショナルと協力して保釈運動を続けると同時に施明徳らによる党外雑誌の創刊準備が行われていた。4月20日、監察院は許信良の弾劾案を可決、委員会はこの弾劾決議に関しても組織を挙げて反対運動を起こした。

### 雑誌『美麗島』
1979年5月中旬、黄信介は新雑誌創刊を申請し、6月2日に『美麗島』雑誌社が台北市に設立された。7月9日の社内会議の結果、雑誌社長に許信良を選出し、副社長として呂秀蓮、黄天福を、編集長に張俊宏を、総経理に施明徳を選出した。当時『美麗島』の下には党外各派の活動家が集結し、当時統一派社会主義集団であった「夏潮」や、康寧祥を代表とする穏健派が内包されたが、施明徳ら急進派が主流を占めていた。
施明徳は後日投獄された際、『美麗島』創刊の目的は無党名の政党を結成することであり、国民大会と地方首長の改選を主張することにあったと述べている。しかし同時期「反共義士」を自認する勢力により雑誌『疾風』が創刊され『美麗島』と激しい論戦が繰り広げられ、論戦は次第に過激化し、言論のみならず暴力手段によって『美麗島』事務所が攻撃を受ける事件も発生した。「反共義士」は民間団体であると主張していたが、政府の指示の下『美麗島』を攻撃していた可能性は排除されていない。
雑誌『美麗島』の知名度は日を追うごとに高まり、1979年11月には8万冊の発行部数を記録、11月20日には「美麗島政団」により台中にて「美麗島之夜」なる活動を行い、式典の中で世界人権デー当日に高雄でデモを行なうことを決定した。しかしこの時、『美麗島』の高雄事務所は既に2回の襲撃を受けており、また黄信介の私宅も攻撃を受けるなど、『美麗島』と周囲には緊張が高まっていた。

## 事件の経過
1979年11月30日、台湾人權委員会は高雄市第一分局に対し世界人権デーに当る12月10日午後に超党派デモを申請したが不許可との決定が伝えられた。その後も数度の申請が試みられたが、結局許可を得られず、運動家らは元来の計画に従い高雄市にて無許可のデモを決定した。
12月9日、国民党政府は軍事演習を理由に12月10日の全てのデモ活動の禁止を宣言した。デモ当日、『美麗島』のボランティアである姚国建と邱勝雄は活動日時を知らせるビラ配布により逮捕、官憲の暴行を受けた。『美麗島』活動家は逮捕の事実を知ると警察に対し即時釈放を要求、両名は翌日未明に釈放された（鼓山事件）。この事件は運動家らの怒りを買い、元来デモへの参加を計画していなかった多くの運動家が高雄に向かいデモ参加の準備を開始した。
12月10日午後6時デモ隊はデモを開始、当局は治安部隊を出動させこれを阻止しようとした。集会地として計画された「扶輪公園」は既に封鎖されていたため、デモ隊は急遽現在の新興分局前のロータリーに集会地を変更した。集会で黄信介の演説が開始されると治安部隊によりデモ隊は完全に包囲された。施明徳と姚嘉文は警察側との協議を行い午後11時までの集会の許可と、治安部隊の撤収を要求したが、警察側は治安維持を名目にこれらの要求を全て拒否した。午後8時半、治安部隊がデモ隊に対し催涙弾の使用を開始すると集会現場は混乱、双方間での衝突に発生し、午後10時前後には警察の応援部隊も到着し大混乱となった。
事件発生後の12月13日午前6時、政府は台湾全島での国民党以外の運動家らの逮捕を決定、治安部隊を全島に展開させた。1980年2月20日、警察総局軍事法務局は叛乱罪で黄信介、施明徳、張俊宏、姚嘉文、林義雄、陳菊、呂秀蓮、林弘宣らを憲兵軍法会議に起訴、その他三十数人が一般法廷で起訴された。張徳銘、陳継盛などの支援の下、活動家側は弁護人選定に着手し、最終的に15人の弁護団が結成された。被告1名に弁護士2人が対応して裁判が行われたが、4月18日、軍法会議で起訴された8人全員は有罪、施明徳は無期懲役、黄信介には懲役14年、その他6人には懲役12年が言い渡された。死刑になった者はいなかった。しかし、同月には、この事件で逮捕された者の家が襲われ、その母親と幼い娘たちが惨殺される事件も起きている。

## 美麗島事件の影響
美麗島事件は後の台湾政治情勢に大きな影響を及ぼしたとみられる。公開裁判と大規模なメディア報道は一般大衆の政治意識を高め、党外での政治運動の再開を可能にした。弁護士で有罪になった一人である姚嘉文は、「法廷に海外の人権団体も傍聴に来ている前で、長々と戒厳令解除などの主張をすることができた」「前は１日で出た判決が１週間以上もかかったし、反乱罪で懲役１２年は一番軽い」「死刑にできなかった国民党には大きなダメージだったはず」と言う。それまで、この種の政治事件で叛乱罪に問われたとき、さして力のない民間人であっても叛乱罪で死刑になることはよくあることであった。台湾大の周婉窈（チョウ・ワンヤオ）教授は、美麗島事件の意義を「台湾全島に政治の覚醒を起こしたこと」「政治に無関心だった台湾人が関心を向けるようになった。国民党は昔のままの弾圧で民主化を抑えることはできないと自覚した」とする。
1987年に至って戒厳令はようやく解除される。
軍法会議で審理された8人の内、呂秀蓮は副総統に、姚嘉文は考試院長に、林義雄は民進党主席、張俊宏は立法委員、陳菊は労工委員会主任委員（現在は監察院院長）を務め、民主進歩党内で大きな影響力を持った。弁護団では江鵬堅は初代民進党党主席に、黄信介の弁護をした陳水扁は総統に、謝長廷は民進党党主席、高雄市長、行政院長を歴任し、蘇貞昌は台北県長、総統府秘書長、民進党主席、行政院長を歴任、張俊雄は行政院院長及び民進党秘書長を歴任している。
また別の方面では、かつて民進党主席であり、美麗島事件のリーダー格であった施明徳と許信良は党と距離を置き、民進党の政策を批判している。林義雄も民進党主席を務めたが、退任後は在野勢力として核四問題で党執行部と対立、2006年1月に離党している。彼らは民進党の政権獲得後、批判勢力として大きな影響力を有している。
美麗島事件は民進党の政治的出発点であると言える。民進党結党以前の事件であるが、後の党員の多くが事件に関連し、民主改革と国民党の一党独裁体制の打破に大きな功績を残した。しかし党内部では美麗島事件が主導権争いに利用されているのも事実である。2004年の総統選挙の際に副総統候補を決定する過程で、呂秀蓮は美麗島事件を利用し、事件当時呂秀蓮との路線対立のあった29人を「反呂」立法委員として批判するなど、現代台湾政局の中では現在進行形として扱われている。